# Pycnomerus thrinax
Pycnomerus thrinax là một loài bọ cánh cứng trong họ Zopheridae. Loài này được Ivie & Slipinski miêu tả khoa học năm 2000.